# Ares (La Corogne)
Pour les articles homonymes, voir Ares (homonymie).

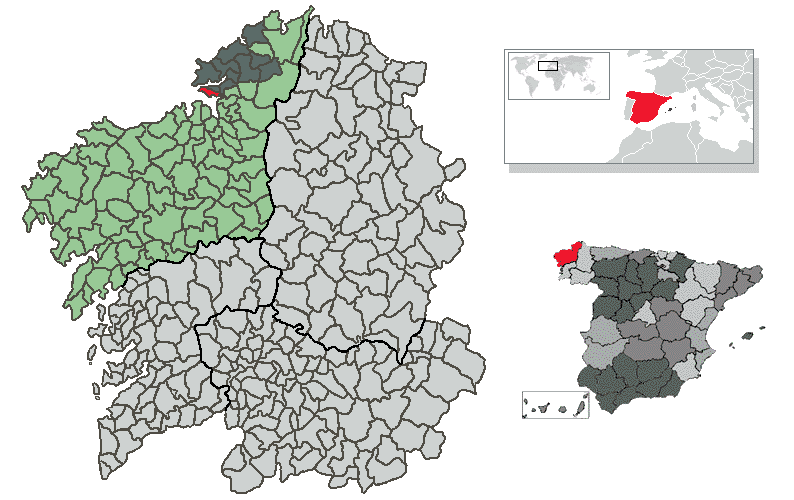
Localisation d’Ares.

Ares est une commune portuaire de la province de La Corogne, en Galice. Elle appartient à la comarque de Ferrol. La population recensée en 2006 est de 5 405 habitants.

## Économie
L'économie d’Ares est basée sur la pêche, l'agriculture et le tourisme.